# Trotogonia niphe
Trotogonia niphe là một loài bướm đêm trong họ Geometridae.